# 1292 Luce
1292 Luce è un asteroide della fascia principale. Scoperto nel 1933, presenta un'orbita caratterizzata da un semiasse maggiore pari a 2,5419978 UA e da un'eccentricità di 0,0595224, inclinata di 2,15144° rispetto all'eclittica.
Il suo nome è dedicato alla moglie dello scopritore.